# كلية وارتون لإدارة الأعمال

شعار كلية وارتون

كلية وارتون (بالإنجليزية: The Wharton School)‏ هي كلية إدارة الأعمال بجامعة بنسلفانيا، وهي جامعة أمريكية عريقة تقع في مدينة فيلادلفيا بولاية بنسلفانيا. تأسست كلية وارتون في عام 1881 من خلال تبرع من رجل الأعمال جوزيف وارتون، وهي تعتبر أقدم كلية إدارة أعمال في العالم.
تمنح كلية وارتون شهادة بكالوريوس العلوم في الاقتصاد وشهادة الماجستير في إدارة الأعمال. كما تقدم وارتون برنامج الدكتوراة، والعديد من برامج الدبلوم إما وحدها أو بالاشتراك مع الكليات الأخرى في الجامعة.
وتعتبر كلية وارتون بجامعة بنسيلفانيا ضمن نخبة كليات إدارة الأعمال بالولايات المتحدة، حيث أنها جزء من مجموعة الM7 التي تضم أعرق سبعة كليات إدارة الأعمال بالولايات المتحدة، وهي: كلية الأعمال بجامعة هارفارد، وكلية إدارة الأعمال بجامعة ستانفورد، وكلية سلون بمعهد ماساتشوستس للتكنولوجيا، وكلية إدارة الأعمال بجامعة كولومبيا، وكلية إدارة الأعمال بجامعة شيكاغو، وكلية كيلوغ لإدارة الأعمال بجامعة نورث إيسترن.

## برنامج ماجستير إدارة الأعمال
تم تصنيف برنامج الماجستير في إدارة الأعمال في كلية وارتون في المرتبة الأولى في الولايات المتحدة وفقًا لفوربس، والمرتبة الثالثة في الولايات المتحدة وفقًا لتقرير US News & World Report. ووفقًا لإحصائيات التوظيف بالكلية، فإن خريجي ماجستير إدارة الأعمال بوارتون يحصلون على متوسط راتب قدره 150,500 دولار أمريكي في السنة الأولى بعد التخرج. وتعتبر عملية القبول في برنامج ماجستير إدارة أعمال بوارتون انتقائية للغاية، حيث أنه تم يتم تخصيص 850 مقعد فقط لـ7000 متقدم سنويا. ويتحصل طلاب ماجستير إدارة الأعمال في وارتون على ثالث أعلى معدل (درجة 730) في اختبار GMAT عالميا، حيث أن نسبة الحاصلين على درجة 730 وما فوق لا تتعدى 3% من جميع المختبرين.

## خريجون بارزون
لدى كلية وارتون أكثر من 95000 خريج في 153 دولة، [4] مع شخصيات بارزة مثل:
- دونالد ترامب: رئيس الولايات المتحدة الأمريكية
- نبيل شعث: سياسي فلسطيني، وزير سابق وديبلوماسي، ومستشار للرئيسين ياسر عرفات ومحمود عباس.
- وارن بافيت: رئيس مجلس إدارة شركة بيركشير هاثاوي، ورابع أغنى رجل في العالم 2018
- ساندر بيتشاي: المدير التنفيذي لشركة جوجل
- إيلون موسك: المدير التنفيذي لشركة تيسلا موترز وشركة سبيس اكس
- جيف وينر: المدير التنفيذي لشركة لنكد إن
- جون سكالي: الرئيس التنفيذي لشركة ابل وشركة بيبسي سابقا
- الحسن عبدالرحمن واتارا: رئيس ساحل العالج الخامس
- جون فلانيري: الرئيس التنفيذي لشركة جنرال إلكتريك
- ليونارد بوساك: مؤسس شركة سيسكو
- كواردو باسيرا: وزير الاقتصاد والبنية التحتية والنقل الإيطالي سابقا
- بول جادج: سياسي إنجليزي ومؤسس كلية جادج لإدارة الأعمال بجامعة كامبريدج
- ستيفين زهانغ: رجل أعمال صيني رئيس لنادي انتر ميلان ورئيس شركة سونينج

## روابط خارجية
- كلية وارتون لإدارة الأعمال على موقع الموسوعة البريطانية (الإنجليزية)